# Basavapura, Bhadravati
Basavapura là một làng thuộc tehsil Bhadravati, huyện Shimoga, bang Karnataka, Ấn Độ.